# Ecphylus
Ecphylus är ett släkte av steklar som beskrevs av Förster 1862. Ecphylus ingår i familjen bracksteklar.

## Dottertaxa tillEcphylus, i alfabetisk ordning[1][2]
- Ecphylus alboapicalis
- Ecphylus alboapiculus
- Ecphylus arcuatus
- Ecphylus arephini
- Ecphylus bicolor
- Ecphylus blancheae
- Ecphylus brevitergum
- Ecphylus californicus
- Ecphylus caudatus
- Ecphylus chramesi
- Ecphylus costaricensis
- Ecphylus fasciolus
- Ecphylus fascipennis
- Ecphylus flavisomus
- Ecphylus flavus
- Ecphylus fournieri
- Ecphylus gauldi
- Ecphylus hahajimus
- Ecphylus hansoni
- Ecphylus hespenheidei
- Ecphylus hicoriae
- Ecphylus hubbardi
- Ecphylus hypothenemi
- Ecphylus janzeni
- Ecphylus kansensis
- Ecphylus lamellus
- Ecphylus laselvus
- Ecphylus leechi
- Ecphylus leptosulcus
- Ecphylus lepturgi
- Ecphylus leukocoxalis
- Ecphylus lissoprotomus
- Ecphylus lycti
- Ecphylus medianus
- Ecphylus melinus
- Ecphylus micrommatus
- Ecphylus minutus
- Ecphylus nigriceps
- Ecphylus oculatus
- Ecphylus optilus
- Ecphylus pacificus
- Ecphylus pallidus
- Ecphylus parvus
- Ecphylus propodealis
- Ecphylus rohweri
- Ecphylus schwarzii
- Ecphylus silesiacus
- Ecphylus sollus
- Ecphylus spinatus
- Ecphylus striatus
- Ecphylus terminalis
- Ecphylus texanus
- Ecphylus topali
- Ecphylus unifasciatus
- Ecphylus variabilis
- Ecphylus werneri